# Proasellus slovenicus
Proasellus slovenicus là một loài chân đều trong họ Asellidae. Loài này được Sket miêu tả khoa học năm 1957.